# Agitka
Agitka je agitaciji namenjeno dramsko delo krajšega obsega s propagandnim družbeno-političnim namenom pridobiti gledalca k sodelovanju v revoluciji, osvobodilnem boju ali izgradnji socializma.
Agitka se je kot termin izoblikovala v času po oktobrski revoluciji v nekdanji Sovjetski zvezi. Na Slovenskem se je uveljavila med NOB in v letih po koncu vojne. Iz NOB je ohranjenih preko sto besedil; nekaj od teh je bilo objavljenih v knjižni zbirki Partizanski oder (1945/1946). Najbolj znane agitke iz časa NOB so: Aki, Jelenov žleb, Punt, Rojstvo v nevihti, Tri zaostale ure V. Zupana; Ječa se je odprla, Raztrganci, Težka ura M. Bora; Mati M. Klopčiča; Štirje bratje M. Kozine in druge. Na partizanskih mitingih je agitka zavzemala osrednjo, udarno točko sporeda. Po vojni pa se je agitka posvečala tako imenovanim graditeljskim temam in aktualnim političnim problemom npr. J. Javoršek Odločitev (1953) – protest zoper priključitvi Trsta k Italiji.